# Abdullahi Yusuf Ahmed

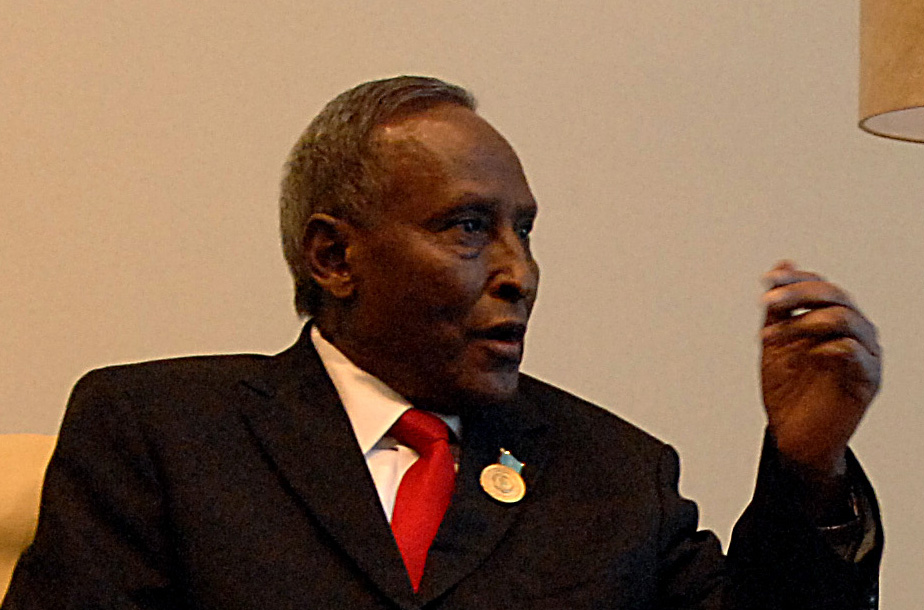
Abdullahi Yusuf Ahmed

Abdullahi Yusuf Ahmed (Somali: Cabdulaahi Yuusuf Axmed, * 15. Dezember 1934 in Gaalkacyo, Mudug, Somalia; † 23. März 2012 in Dubai, Vereinigte Arabische Emirate) war von 2004 bis 2008 Präsident der Übergangsregierung Somalias. Er war Angehöriger des Darod-Clans.
Zuvor war er seit 1998 Präsident des de facto autonomen Puntland gewesen, das er selbst für unabhängig erklärt hatte.

## Leben
Nach seinem Studium der Rechtswissenschaften machte er beim Militär Karriere. Von 1965 bis 1968 war er Militärattaché in Moskau. Da er 1969 den erfolgreichen Putsch von General Siad Barre nicht unterstützte, wurde er bis 1975 inhaftiert. Im Gefängnis lernte er den späteren Warlord Mohammed Farah Aidid kennen. Nach seiner Haftentlassung durfte er seine militärische Karriere fortsetzen und kämpfte 1977–1978 im Ogadenkrieg gegen Äthiopien.
Danach gründete Yusuf die Guerillabewegung „Somalische Demokratische Erlösungsfront“, die das Ziel hatte, Siad Barre zu entmachten. Er suchte die Unterstützung Äthiopiens, wurde aber nach Streitigkeiten 1985 in Äthiopien verhaftet und erst nach dem Sturz Barres 1991 wieder freigelassen. Im nun ausgebrochenen somalischen Bürgerkrieg trat er als Führer hervor, als er seine Heimatregion Puntland 1998 für unabhängig erklärte und zu ihrem Präsidenten gewählt wurde. 2001 wollte das Parlament ihn durch Jama Ali Jama ersetzen, doch Yusuf konnte die Macht gewaltsam zurückerobern.

### Präsidentschaft
Nach Friedensgesprächen war 2000 eine international anerkannte Übergangsregierung für Somalia gebildet worden, die jedoch nicht von allen Kriegsparteien akzeptiert wurde und deswegen zunächst im Nachbarland Kenia ihren Sitz hatte. Präsident wurde zunächst Abdikassim Salat Hassan. 2004 wurde die Übergangsregierung neu gebildet, und das Übergangsparlament in Nairobi, Kenia wählte Abdullahi Yusuf Ahmed zum neuen Präsidenten. Er wurde am 14. Oktober 2004 vereidigt. Ende 2004 stellte er sein Kabinett zusammen, das auch einige führende Warlords enthielt.
Der Präsident versprach, die Versöhnung zu fördern und das Land neu aufzubauen. Aber seine Regierung wurde durch interne Widersprüche geschwächt. Insbesondere zerstritt Yusuf sich mit einigen Warlords über die Frage, wo die Verwaltung lokalisiert werden sollte. Da die somalische Hauptstadt Mogadischu von rivalisierenden Milizen des Hawiya-Clans beherrscht wurde, wurde die Übergangsregierung schließlich teils in Baidoa und teils in Jawhar stationiert.
2006 nahm die Union islamischer Gerichte Mogadischu und weitere Landesteile ein. Ihre Kämpfer wandten sich auch gegen die Übergangsregierung, die deswegen Jawhar verließ und in Baidoa weiter von der Union bedrängt wurde. Nach der Verdrängung der Union Anfang 2007 versuchte sich die Übergangsregierung erstmals in Mogadischu zu etablieren. Sie stieß jedoch auf erheblichen Widerstand von Islamisten und weiteren Gegnern. 2008 kam es zudem zu Differenzen zwischen Abdullahi Yusuf Ahmed und dem mit ihm verbündeten Mohammed Omar Habeb Dhere einerseits und dem Ministerpräsidenten Nur Hassan Hussein andererseits.
Ende 2008 war die Übergangsregierung praktisch zerfallen, und Abdullahi Yusuf Ahmed wurde vermehrt vorgeworfen, er habe die Differenzen verschärft und den Friedensprozess behindert.
Am 29. Dezember 2008 erklärte er daher vor dem Übergangsparlament seinen Rücktritt und kündigte die Übernahme seiner Amtsgeschäfte durch den Parlamentssprecher an.